# 免疫寛容
免疫寛容（めんえきかんよう、英語: immune tolerance / immunological tolerance）とは、特定抗原に対する特異的免疫反応の欠如あるいは抑制状態のことを指す。
免疫系は自己のMHC分子に抗原提示された自己の抗原ペプチドを認識しないようになっており、これを自己寛容という。ところが免疫寛容が破綻して自己抗原に対して免疫反応を示すことが原因となる疾病があり、これが自己免疫疾患である。
全ての抗原に対する免疫反応の欠如あるいは抑制状態は、免疫不全と呼ばれ、免疫寛容とは異なる病的状態である。

## 概説
免疫を担当する細胞であるT細胞は、あらゆる病原体に対応できるよう、抗原に結合する部位（T細胞受容体；TCR）に無数のバリエーションを持った物がランダムに作り出される。ただし、このようにランダムに作られた物の中には自分自身の細胞を異物と見なして攻撃してしまう物が含まれるので、胸腺においてT細胞が成熟する過程で、そのように自己抗原に強く反応するT細胞は死滅させられる。しかし、この選別過程では胸腺で発現している自己抗原を攻撃するT細胞が除外されるのだが、同一個体の細胞であってもある特定の臓器でのみ発現する抗原を持った細胞が存在しており、その抗原は胸腺では発現していないため、胸腺の選別メカニズムではこの特殊な抗原を持った細胞を異物と認識して攻撃するT細胞を排除できない。
このような本来は自己なのだがT細胞から見て非自己に見える細胞を攻撃しないようにする仕組みが免疫寛容である。ある特定の条件の元にT細胞がその特殊な自己抗原に結合した場合に免疫寛容が成立する。
この「特定の状況」は中枢性免疫寛容における負の選択、末梢性免疫寛容における制御性T細胞(Treg)と自己抗原反応性T細胞の会合で生じる。負の選択はT細胞成熟の過程で行われ、上記の通り胸腺細胞全般に発現している自己抗原と反応するT細胞をアポトーシスさせる現象であるが、これには自己免疫制御因子AIREとFEZF2が関与している。AIREやFEZF2は組織特異的な自己抗原を胸腺髄質上皮細胞に発現させる転写制御因子である。すなわち、本来特定の組織以外には発現しないはずの分子がAIREやFEZF2によって胸腺にも発現するということである。
AIREないしFEZF2によって転写・産生されたタンパク質はMHCクラスIやMHCクラスII分子によって提示される。なお、末梢性免疫寛容については制御性T細胞の項を参照。
また、先述した中枢性免疫寛容をもってしてもそれをかい潜るT細胞は存在してしまうので、胸腺以降でも自己抗原反応性のあるT細胞をアネルギーないしアポトーシスに誘導する必要が出てくる。制御性T細胞は自己抗原特異的なT細胞受容体を持ち、同じく自己抗原特異的なT細胞受容体を持つヘルパーTへと活性化・エフェクターT細胞の増殖を阻害するサイトカインを放出する。このように中枢性免疫寛容、末梢性免疫寛容によって自己抗原特異的なT細胞はおおむねヒトの循環系から除去される。

## ウイルスとの関連性
牛ウイルス性下痢ウイルス、ボーダー病ウイルス、豚熱ウイルス、リンパ球性脈絡髄膜炎ウイルスなどでは胎子期における垂直感染により、病原体に対する免疫寛容が成立することがある。牛ウイルス性下痢ウイルスに対して免疫寛容が成立した動物は重要な感染源となる。

## アレルギーとの関連性
抗原を経口摂取することによりその抗原への免疫寛容を成立させ、アレルギー疾患や自己免疫疾患を抑制させる治療法を経口トレランス、または経口寛容という。
飲食物を異物とみなさないのも免疫寛容によるが、免疫システムに異常をきたし、本来は異物とは認識されない飲食物を異物として攻撃するために起こるのが食物アレルギーである。